# 李仲乾
李仲乾（1882年—？），名健，字仲乾，號鶴然居士，別署鶴道人、老鶴。江西臨川人。
生於光緒八年（1882年），是清道人（李瑞清）的侄子，兩江師範學堂图畫手工科畢業，官內閣中書，工書法，於真、草、篆、籀無一不精，又習治印，兼攻繪事。有學生程十發等。1981年上海中國畫院曾舉辦“李健先生遺作展”。